# Oblò (singolo)
Oblò è un singolo del rapper italiano Bresh, pubblicato il 3 ottobre 2019 come secondo estratto dal primo album in studio Che io mi aiuti.

## Descrizione
Oblò è la metafora di quanto può essere difficile sopportare il peso di
ogni responsabilità per un ragazzo fragile, ma che dimostra la sua forza con i fatti.

## Tracce
1. Oblò (feat. Rkomi) – 3:39